# 7120 Davidgavine
7120 Davidgavine este un asteroid din centura principală de asteroizi.

## Descriere
7120 Davidgavine este un asteroid din centura principală de asteroizi. A fost descoperit pe 4 ianuarie 1989 la Siding Spring de Robert H. McNaught. Asteroidul prezintă o orbită caracterizată de o semiaxă mare de 2,86 ua, o excentricitate de 0,06 și o înclinație de 1,2° în raport cu ecliptica.